# Haslingfield
Haslingfield – wieś w Anglii, w hrabstwie Cambridgeshire, w dystrykcie South Cambridgeshire. Leży 8 km na południowy zachód od miasta Cambridge i 73 km na północ od Londynu.